# Steklarna Harrachov
Steklarna Harrachov (današnje uradno ime češko Sklárna a minipivovar Novosad a syn Harrachov s.r.o.) je najstarejša še delujoča steklarna na Češkem.

## Zgodovina
Zaradi kremenčevega peska in lesa se je steklarstvo na območju Harrachova pojavilo že v 14. stoletju. Leta 1712 je tamkajšnji zemljiški gospod grof Aloys Thomas Raimund Harrach Eliasu Müllerju iz Rýžovištja podelil privilegij za ustanovitev steklarne blizu vasi nemških priseljencev, Dörfl, s čimer se je steklarna ustalila v današnjem predelu Nový Svět v Harrachovu. Da bi preprečil selitev proizvodnje, je dal grof organizirati oskrbo z drvmi. Steklarna je izdelovala v baročnem slogu in v drugi polovici 18. stoletja začela izdelovati rokokojske barvite lestence.
Slovela je po barvitem (modro, zeleno, rumeno, rdeče, vijolično, črno) in mlečnem steklu ter ponudbi graviranja, brušenja in barvanja steklenih izdelkov. Ohranjen je katalog izdelkov v klasicističnem slogu iz let 1784-88, ki ga pripisujejo tedanjemu vodji delavnice Antonínu Erbenu. Po drugi svetovni vojni so steklarno nacionalizirali. 
Leta 1993 jo je kupil zasebnik, znani steklar František Novosad. Zaradi hude konkurence so si zagotovili dodatne prihodke: v nekdanji upravni stavbi so uredili tovarniško prodajalno in restavracijo, v kateri točijo pivo iz lastne male pivovarne in katere steklena stena obiskovalcu omogoča pogled na steklarsko delavnico, ter muzej steklarskih izdelkov z več kot 5000 eksponati, eno največjih tovrstnih na Češkem. V okviru steklarne deluje tudi manjši smučarski muzej z več kot 100 let starimi smučmi. Obiskovalci steklarne so predvsem Poljaki.

## Zanimivost
- Muzejska steklarska zbirka je nastala iz zbirke dragocenih izdelkov, ki jih je uprava tovarne pred drugo svetovno vojno zazidala v skrivno sobo in so jih odkrili šele po letu 1970 med prenavljanjem stavbe.[2]
- V Steklarni ponujajo tudi pivsko kopel: topli vodi iz bližnjega izvira primešajo po 5 litrov temnega in svetlega domačega nepasteriziranega in nefiltriranega piva ter dodajo hmelj. Kopel traja 30 minut, po njej je mogoča tudi masaža.[2]